# Kirkerup (Slagelse Kommune)
 For alternative betydninger, se Kirkerup. (Se også artikler, som begynder med Kirkerup)
Kirkerup er en bebyggelse 13 kilometer sydøst for Slagelse i Kirkerup Sogn, Slagelse Kommune.